# 贝尔讷 (索姆省)
贝尔讷（法語：Bernes，法語發音：[bɛʁn]）是法国上法蘭西大區索姆省的一个市镇，属于佩罗讷区。

## 地理
贝尔讷（49°54'32"N, 3°5'55"E）面积7.61 平方千米，位于法国上法蘭西大區索姆省，该省份为法国北部沿海省份，北起加来海峡省和北部省，西接滨海塞纳省和大西洋英吉利海峡，南至瓦兹省，东临埃纳省。
与贝尔讷接壤的市镇（或旧市镇、城区）包括：旺代勒、韦尔芒、昂库尔、埃尔维利、珀伊、鲁瓦塞勒。

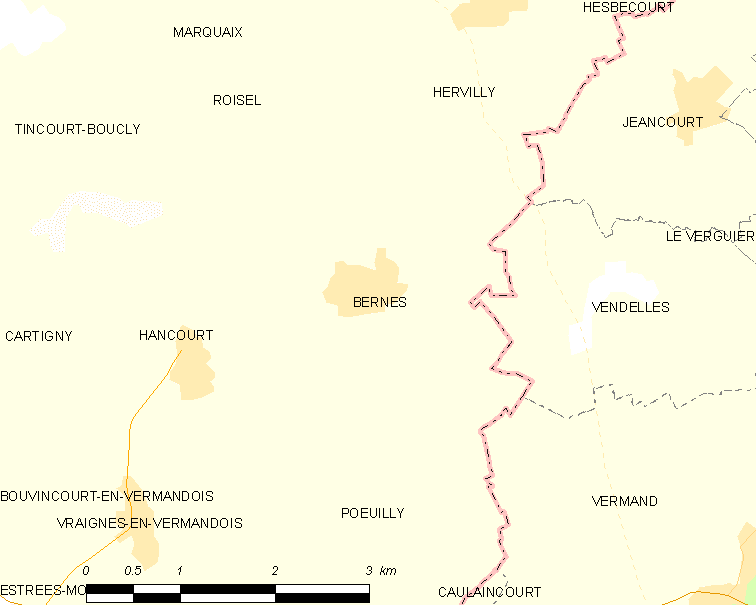
的OSM定位图

贝尔讷的时区为UTC+01:00、UTC+02:00（夏令时）。

## 行政
贝尔讷的邮政编码为80240，INSEE市镇编码为80088。

## 政治
贝尔讷所属的省级选区为佩罗讷县。

## 人口

1962-2008年间人口变化图示

贝尔讷于2022年1月1日时的人口数量为354人。